# Az Aseman Airlines 6895-ös járatának katasztrófája
Az iráni Aseman Airlines 6895-ös járat, a kirgiz Itek Air légitársaság Boeing 737-219/Advanced típusú utasszállító repülőgépe 2008. augusztus 24-én lezuhant.
A katasztrófa helyi idő szerint 20:30-kor, a Manasz nemzetközi repülőtér mellett következett be, Kirgizisztán területén, miközben a gép Teheránba, az Teheráni nemzetközi repülőtérre tartott.
A média kezdetben hibásan adott információkat az eset kapcsán, mert a repülő célállomását az iráni Mashhad nemzetközi repülőtérnek jelölték meg.
Miután a gép felszállt, a repülő személyzete 10 percen belül a kabin légnyomásának zuhanását jelentette. Amikor kényszerleszállást kíséreltek meg végrehajtani, a gép a repülőtértől hozzávetőlegesen két kilométerre, a Dzsangidzser melletti füves területen lezuhant, egyben maradt és lángokba borult.
A fedélzeten 83 utas tartózkodott, közülük 65-en meghaltak, három személy eltűnt. 22 túlélő van, ebből 7 a személyzet tagja. Tíz utas Kirgizisztán fővárosa, Biskek egyik középiskolai röplabdacsapatának volt a tagja.
A gép első felszállására 1980. június 16-án került sor. A EX-009 lajstromjelű repülő 2008 májusában átment az ellenőrző gépvizsgálaton.
Karbantartási és biztonsági okokra hivatkozva minden kirgiz légitársaság már régebben ki lett tiltva az Európai Unió területéről.
Az Amerikai Egyesült Államok Légiereje mentőcsapatot küldött a helyszínre Manasz repülőbázisáról.
| Nemzet       | Utasok | Személyzet | Összesen | Túlélők |
| ------------ | ------ | ---------- | -------- | ------- |
| Kirgizisztán | 24     | 6          | 30       | 11      |
| Irán         | 52     | 1          | 53       | 10      |
| Kazahsztán   | 3      | 0          | 3        | 0       |
| Kína         | 1      | 0          | 1        | 0       |
| Törökország  | 1      | 0          | 1        | 0       |
| Kanada       | 2      | 0          | 2        | 1       |
| Összesen     | 83     | 7          | 90       | 22      |